# 기린초등학교 진동분교
기린초등학교 진동분교는 대한민국 강원특별자치도 인제군에 있는 초등학교이다.

## 학교 연혁
- 1961.03.01 추대초등학교 진동분교장으로 인가
- 1968.12.04 진동초등학교로 승격
- 1968.12.04 초대 정호선 교장 부임
- 1970.02.25 제1회 졸업식 거행(12명 졸업)
- 1980.03.01 한계초등학교 진동분교장으로 격하(1학급인가)
- 1993.03.01 방동초등학교 진동분교장으로 변경
- 1999.03.01 기린초등학교 진동분교장으로 변경
- 2011.03.01 정세덕 교장 부임